# Let Yourself Go
"Let Yourself Go" é o terceiro single do álbum ¡Uno!, da banda americana de punk rock Green Day.

## Antecedentes e liberação
A banda começou a gravar o novo material para o seus futuros álbuns de estúdio em 14 de fevereiro de 2012. No entanto, a música foi tocada em um show secreto, realizado pela banda em 27 de outubro de 2011, onde a banda também apresentou outras canções que estão no álbum ¡Uno! "Oh Love" e "Carpe Diem ". Em 15 de junho, a banda anunciou o lançamento da trilogia de álbuns, ¡Uno! , ¡Dos! , e    ¡Tré!, mas a confirmação oficial da música veio com o lançamento da lista de musicas do seu álbum em 26 de junho de 2012. "Oh Love" foi lançado como o primeiro single do álbum em julho 16, de 2012, que foi seguido pelo lançamento de "Kill the DJ" como o segundo single em 14 de agosto de 2012. Eventualmente, a banda lançou o vídeo clipe de "Kill the DJ" em 4 de setembro de 2012. Ele foi seguido pelo lançamento do terceiro single, "Let Yourself Go" em 5 de setembro de 2012. No entanto, a banda havia revelado o vídeo ao vivo oficial da canção um mês antes do lançamento da canção. O vídeo ao vivo da canção foi gravado durante um show da banda, em Austin, Texas.

## Tema e composição
"Let Yourself Go" é mais pesado e mais otimista dos dois singles anteriores "Oh Love" e "Kill the DJ". A canção vê retorno o do Green Day às suas raízes dos anos 90 com um tom e estilo que chega perto dos álbuns Dookie e Insomniac. David Fricke da Rolling Stone , em uma revisão do álbum ¡Uno!, comparou o significado da canção com outra canção do álbum, "Stay the Night" e afirmou, "Stay the Night" e "Let Yourself Go" é o tipo de pop inteligente. Erica Futterman também da Rolling Stone elogiou a canção, descrevendo-a como um "empolgamento a la Ramones".

## Recepção crítica
A canção recebeu críticas positivas de fãs e críticos, principalmente pelo foco em referências da canção às origens do Green Day. Popdust observou que "se você fosse um fã casual e nós lhe dissesse que era na verdade um corte esquecido do segundo lado do álbum Insomniac, você provavelmente acreditaria em nós". Ruído Imaculada adicionado a familiaridade da música, afirmando que "Eles estão de volta com o som melódico do Green Day de antigamente.

## Posições
| Paradas (2012)                       | Posições |
| ------------------------------------ | -------- |
| Canada: Active Rock Chart            | 32       |
| Canada: Alternative Rock Chart       | 23       |
| (Single Top 100)                     | 99       |
| (Gaon Chart)                         | 17       |
| UK Singles (Official Charts Company) | 193      |
| UK Rock (Official Charts Company)    | 2        |
| US Rock Songs (Billboard)            | 29       |
| US Alternative Songs (Billboard)     | 19       |